# Craspedosis atramentaria
Craspedosis atramentaria là một loài bướm đêm trong họ Geometridae.